# Frankrijk op de Olympische Zomerspelen 1948
Frankrijk nam deel aan de Olympische Zomerspelen 1948 in Londen, Engeland. Sinds de Spelen van 1924 in eigen huis was het land nog nooit zo succesvol geweest.

## Medailleoverzicht
| Sport        | Olympiër(s) | Onderdeel                  | Medaille |
| ------------ | --- | -------------------------- | -------- |
| Atletiek     | Micheline Ostermeyer | kogelstoten (m)            | Goud     |
| Atletiek     | Micheline Ostermeyer | discuswerpen (m)           | Goud     |
| Paardensport | André Jousseaume Jean Saint-Fort Paillard Maurice Buret | dressuur team              | Goud     |
| Paardensport | Bernard Chevallier | eventing individueel       | Goud     |
| Schermen     | Maurice Huet Michel Pécheux Marcel Desprets Édouard Artigas Henri Guérin Henri Lepage | degen team (m)             | Goud     |
| Schermen     | Jéhan de Buhan | floret (m)                 | Goud     |
| Schermen     | Adrian Rommel Christian d'Oriola Andre Bonin Jacques Lataste Jéhan de Buhan René Bougnol | floret team (m)            | Goud     |
| Wielersport  | Jacques Dupont | tijdrit (m)                | Goud     |
| Wielersport  | Fernand Decanali Pierre Adam Serge Blusson Charles Coste | ploegenachtervolging (m)   | Goud     |
| Wielersport  | Jose Beyaert | wegwedstrijd (m)           | Goud     |
| Atletiek     | Alain Mimoun | 10000m (m)                 | Zilver   |
| Atletiek     | Jean Kerebel Francis Scewetta Robert Chef D'Hotel Jacques Lunis | 4x400m (m)                 | Zilver   |
| Atletiek     | Ignace Heinrich | marathon (m)               | Zilver   |
| Basketbal    | André Barrais Michel Bonnevie André Buffière René Chocat René Dérency Maurice Desaymonnet André Even Maurice Girardot Fernand Guillou Raymond Offner Jacques Perrier Yvan Quénin Lucien Rebuffic Pierre Thiolon | mannen                     | Zilver   |
| Paardensport | André Jousseaume | dressuur individueel       | Zilver   |
| Schermen     | Christian d'Oriola | floret (m)                 | Zilver   |
| Atletiek     | Marcel Hansenne | 800m (m)                   | Brons    |
| Atletiek     | Micheline Ostermeyer | hoogspringen (v)           | Brons    |
| Atletiek     | Jacqueline Mazeas | discuswerpen (v)           | Brons    |
| Kanovaren    | Robert Boutigny | C-1 1000m (m)              | Brons    |
| Kanovaren    | Georges Dransart Georges Gandil | C-2 1000m (m)              | Brons    |
| Kanovaren    | Georges Dransart Georges Gandil | C-2 10000m (m)             | Brons    |
| Kanovaren    | Henri Eberhardt | K-1 1000m (m)              | Brons    |
| Paardensport | Jean-François d'Orgeix | springconcours individueel | Brons    |
| Wielersport  | Gaston Dron René Faye | tandem (m)                 | Brons    |
| Wielersport  | José Beyaert Jacques Dupont Alain Moineau | wegwedstrijd team (m)      | Brons    |
| Worstelen    | Charles Kouyos | -62kg vrije stijl (m)      | Brons    |
| Zwemmen      | Georges Vallerrey | 100m rugslag (m)           | Brons    |
| Zwemmen      | Joseph Bernardo René Cornu Henri Padou jr. Alexandre Jany | 4x200m vrije slag (m)      | Brons    |

## Resultaten per onderdeel

### Atletiek
| Olympiër                                                           | Onderdeel                | Resultaat    | Prestatie                                                                    |
| ------------------------------------------------------------------ | ------------------------ | ------------ | ---------------------------------------------------------------------------- |
| Étienne Bally                                                      | 100m (m)                 | DNF          | serie 12: niet gefinisht                                                     |
| René Valmy                                                         | 100m (m)                 | kwartfinale  | serie 7: 2de in 10,8 kwartfinale 3: 4de                                      |
| Étienne Bally                                                      | 200m (m)                 | series       | serie 10: 4de                                                                |
| Julien Lebas                                                       | 200m (m)                 | kwartfinale  | serie 5: 1ste in 22,0 kwartfinale 1: 5de                                     |
| Joseph Stéphan                                                     | 200m (m)                 | series       | serie 12: 5de                                                                |
| Raymond Crapet                                                     | 400m (m)                 | 25e          | serie 10: 3de in 49,4                                                        |
| Jacques Lunis                                                      | 400m (m)                 | 16e          | serie 5: 1ste in 49,3 kwartfinale 4: 6de in 48,9                             |
| Francis Schewetta                                                  | 400m (m)                 | 20e          | serie 9: 2de in 48,9 kwartfinale 3: 5de in 49,9                              |
| Robert Chef d'Hôtel                                                | 800m (m)                 | 7e           | serie 5: 2de in 1.56,2 halve finale 3: 2de in 1.52,0 finale: 7de in 1.53,0   |
| Marcel Hansenne                                                    | 800m (m)                 | Brons        | serie 1: 1ste in 1.54,6 halve finale 1: 1ste in 1.50,5 finale: 3de in 1.49,8 |
| Gaston Mayordome                                                   | 800m (m)                 | 14e          | serie 6: 4de in 1.55,7 halve finale 2: 4de in 1.54,3                         |
| Marcel Hansenne                                                    | 1500m (m)                | 12e          | serie 4: 2de in 3.52,8 finale: 12de in 4.02,0                                |
| Henri Klein                                                        | 1500m (m)                | 21e          | serie 1: 6de in 3.59,8                                                       |
| Jean Vernier                                                       | 1500m (m)                | 19e          | serie 3: 4de in 3.57,6                                                       |
| Alain Mimoun                                                       | 5000m (m)                | 15e          | serie 3: 6de in 15.11,2                                                      |
| Maurice Pouzieux                                                   | 5000m (m)                | 14e          | serie 2: 5de in 15.09,8                                                      |
| Jacques Vernier                                                    | 5000m (m)                | series       | serie 1: 5de in 15.29,8                                                      |
| Ben Saïd Abdallah                                                  | 10000m (m)               | 6e           | 31.07,8                                                                      |
| Alain Mimoun                                                       | 10000m (m)               | Zilver       | 30.47,4                                                                      |
| André Paris                                                        | 10000m (m)               | 20e          |                                                                              |
| Hugues Frayer                                                      | 110m horden (m)          | halve finale | serie 2: 2de in 15,5 halve finale 2: 6de                                     |
| André Marie                                                        | 110m horden (m)          | DNF          | serie 5: 1ste in 14,4 halve finale 1: niet gefinisht                         |
| Gilbert Omnès                                                      | 110m horden (m)          | 13e          | serie 6: 3de in 15,2                                                         |
| Jacques André                                                      | 400m horden (m)          | 12e          | serie 1: 2de in 54,5 halve finale 1: 6de in 56,3                             |
| Jean-Claude Arifon                                                 | 400m horden (m)          | 7e           | serie 2: 2de in 56,9 halve finale 1: 4de in 52,3                             |
| Yves Cros                                                          | 400m horden (m)          | 5e           | serie 5: 2de in 55,7 halve finale 2: 2de in 52,5 finale: 5de in 53,3         |
| Roger Chesneau                                                     | 3000m steeplechase (m)   | 11e          | serie 3: 4de in 9.27,6 finale: 11de in 9.30,2                                |
| Alexandre Guyodo                                                   | 3000m steeplechase (m)   | 4e           | serie 1: 2de in 9.17,2 finale: 4de in 9.13,6                                 |
| Raphaël Pujazon                                                    | 3000m steeplechase (m)   | DNF          | serie 2: 1ste in 9.20,8 finale: niet gefinisht                               |
| Julien Lebas Marc Litaudon Alain Porthault René Valmy              | 4x100m (m)               | DNF          | serie 3: niet gefinisht                                                      |
| Robert Chef d'Hôtel Jean Kerebel Jacques Lunis Francis Schewetta   | 4x400m (m)               | Zilver       | serie 2: 2de in 3.17,0 finale: 2de in 3.14,8                                 |
| Pierre Cousin                                                      | marathon (m)             | DNF          | niet gefinisht                                                               |
| René Josset                                                        | marathon (m)             | DNF          | niet gefinisht                                                               |
| Arsène Piesset                                                     | marathon (m)             | DNF          | niet gefinisht                                                               |
| Louis Chevalier                                                    | 10km snelwandelen (m)    | DSQ          | serie 2: gediskwalificeerd                                                   |
| Louis Courron                                                      | 10km snelwandelen (m)    | 11e          | serie 2: 6de in 46.48,6                                                      |
| Émile Maggi                                                        | 10km snelwandelen (m)    | 6e           | serie 1: 3de in 45.44,4 finale: 6de in 47.02,8                               |
| Henri Caron                                                        | 50km snelwandelen (m)    | 11e          | 5:08.15                                                                      |
| Claude Hubert                                                      | 50km snelwandelen (m)    | 8e           | 5:03.12                                                                      |
| Pierre Mazille                                                     | 50km snelwandelen (m)    | 7e           | 5:01.40                                                                      |
| Georges Damitio                                                    | verspringen (m)          | 6e           | kwalificatie groep A: 7de met 6,98m finale: 6de met 7,07m                    |
| Robert Bobin                                                       | hink-stap-springen (m)   | 18e          | kwalificatie: 18de met 14,13m                                                |
| Charles Épalle                                                     | hink-stap-springen (m)   | 20e          | kwalificatie: 20ste met 14,02m                                               |
| Claude Bénard                                                      | hoogspringen (m)         | 21e          | kwalificatie: 21ste met 1,84m                                                |
| Georges Damitio                                                    | hoogspringen (m)         | 5e           | kwalificatie: 1ste met 1,87m finale: 5de met 1,95m                           |
| Pierre Lacaze                                                      | hoogspringen (m)         | 9e           | kwalificatie: 1ste met 1,87m finale: 9de met 1,90m                           |
| Georges Breitman                                                   | polsstokhoogspringen (m) | 13e          | kwalificatie: 13de met 3,90m                                                 |
| Charles Bouvet                                                     | polsstokhoogspringen (m) | 17e          | kwalificatie: 17de met 3,60m                                                 |
| Victor Sillon                                                      | polsstokhoogspringen (m) | 9e           | kwalificatie: 1ste met 4,00m finale: 9de met 3,95m                           |
| Pierre Sprécher                                                    | speerwerpen (m)          | 23e          | kwalificatie: 23ste met 52,30m                                               |
| Raymond Tissot                                                     | speerwerpen (m)          | 14e          | kwalificatie: 14de met 58,19m                                                |
| Pierre Legrain                                                     | kogelslingeren (m)       | 18e          | kwalificatie: 18de met 47,60m                                                |
| Jacques Crétaine                                                   | tienkamp (m)             | 22e          | 5829 punten                                                                  |
| Ignace Heinrich                                                    | tienkamp (m)             | Zilver       | 6974 punten                                                                  |
| Pierre Sprécher                                                    | tienkamp (m)             | 14e          | 6401 punten                                                                  |
|                                                                    |                          |              |                                                                              |
| Jeanine Moussier                                                   | 100m (v)                 | series       | serie 9: 3de in 12,9                                                         |
| Rosine Faugouin                                                    | 200m (v)                 | 11e          | serie 6: 2de in 25,9 halve finale 1: 5de in 25,3                             |
| Liliane Sprécher                                                   | 200m (v)                 | 7e           | serie 1: 2de in 26,0 halve finale 2: 6de in 25,1                             |
| Janine Magnin-Lamouche                                             | 80m horden (v)           | series       | serie 2: 4de in 11,9                                                         |
| Yvette Monginou                                                    | 80m horden (v)           | 4e           | serie 3: 1ste in 11,7 halve finale 2: 2de in 11,8 finale: 4de in 11,8        |
| Jeanine Toulouse                                                   | 80m horden (v)           | halve finale | serie 1: 3de in 12,0 halve finale 1: 5de                                     |
| Rosine Faugouin Jeanine Moussier Liliane Sprécher Jeanine Toulouse | 4x100m (v)               | 7e           | serie 1: 3de in 48,1                                                         |
| Yvonne Chabot-Curtet                                               | verspringen (v)          | 11e          | kwalificatie: 1ste met 5,64m (OR) finale: 8ste met 5,35m                     |
| Marguerite Martel                                                  | verspringen (v)          | 24e          | kwalificatie: 24ste met 4,95m                                                |
| Anne-Marie Colchen                                                 | hoogspringen (v)         | 14e          | 1,40m                                                                        |
| Micheline Ostermeyer                                               | hoogspringen (v)         | Brons        | 1,61m                                                                        |
| Simone Ruas                                                        | hoogspringen (v)         | 9e           | 1,50m                                                                        |
| Paulette Laurent                                                   | kogelstoten (v)          | 11e          | kwalificatie: 11de finale: 10de met 12,03m                                   |
| Micheline Ostermeyer                                               | kogelstoten (v)          | Goud         | kwalificatie: 1ste met 13,04m (OR) finale: 1ste met 13,75m (OR)              |
| Paulette Veste                                                     | kogelstoten (v)          | 4e           | kwalificatie: 6de finale: 4de met 12,985m                                    |
| Jacqueline Mazéas                                                  | discuswerpen (v)         | Brons        | 40,47m                                                                       |
| Micheline Ostermeyer                                               | discuswerpen (v)         | Goud         | 41,92m                                                                       |
| Paulette Veste                                                     | discuswerpen (v)         | 10e          | 36,84m                                                                       |

### Basketbal
| Olympiër | Onderdeel | Resultaat | Prestatie |
| --- | --------- | --------- | --- |
| André Barrais Michel Bonnevie André Buffière René Chocat René Dérency Maurice Desaymonnet André Even Maurice Girardot Fernand Guillou Raymond Offner Jacques Perrier Yvan Quénin Lucien Rebuffic Pierre Thiolon | mannen    | Zilver    | groep D: 2de W van Iran: 62-30 W van Cuba: 37-31 V van Mexico: 42-56 W van Ierland: 73-14 kwartfinale: W van Chili: 53-52 halve finale: W van Brazilië: 45-33 V van Verenigde Staten: 21-65 |

| Groep D |           |             |             |             |            |            |            |        |
| №       | Land      | Wedstrijden | Wedstrijden | Wedstrijden | Doelpunten | Doelpunten | Doelpunten | Punten |
| №       | Land      | G           | W           | V           | V          | T          | Saldo      | Punten |
| 1       | Mexico    | 4           | 4           | 0           | 234        | 109        | +125       | 8      |
| 2       | Frankrijk | 4           | 3           | 1           | 214        | 131        | +83        | 7      |
| 3       | Cuba      | 4           | 2           | 2           | 213        | 131        | +82        | 6      |
| 4       | Iran      | 4           | 1           | 3           | 136        | 215        | −79        | 5      |
| 5       | Ierland   | 4           | 0           | 4           | 70         | 281        | −211       | 4      |

| Ronde        | Plaats           | Land  | Score     | Land |
| ------------ | ---------------- | ----- | --------- | ---- |
| Groepsfase   |                  |       |           |      |
| Londen       | Frankrijk        | 62-30 | Iran      |      |
| Londen       | Frankrijk        | 37-31 | Cuba      |      |
| Londen       | Mexico           | 56-42 | Frankrijk |      |
| Londen       | Frankrijk        | 73-14 | Ierland   |      |
| Kwartfinale  |                  |       |           |      |
| Londen       | Frankrijk        | 53-52 | Chili     |      |
| Halve finale |                  |       |           |      |
| Londen       | Brazilië         | 33-45 | Frankrijk |      |
| Finale       |                  |       |           |      |
| Londen       | Verenigde Staten | 65-21 | Frankrijk |      |

### Boksen
| Olympiër            | Onderdeel | Resultaat | Prestatie |
| ------------------- | --------- | --------- | --- |
| Maxim Cochin        | -51kg (m) | 9e        | 1ste ronde: W van PER Meneses: punten 2de ronde: V van KOR Han: punten                                         |
| Jean-Marie Grenot   | -54kg (m) | 9e        | 1ste ronde: W van USA Bossio: punten 2de ronde: V van ITA Zuddas: punten                                       |
| Mohamed Ammi        | -57kg (m) | 9e        | 1ste ronde: W van GBR Brander: punten 2de ronde: V van RSA Sheperd: punten                                     |
| Auguste Caulet      | -62kg (m) | 9e        | 1ste ronde: W van ITA Minatelli: punten 2de ronde: V van BRA Zumbano: punten                                   |
| Pierre Hernandez    | -67kg (m) | 9e        | 1ste ronde: W van NOR Hansen: punten 2de ronde: V van ITA D'Ottavio: punten                                    |
| Aimé-Joseph Escudie | -73kg (m) | 9e        | 1ste ronde: W van RSA Grange: punten 2de ronde: W van DEN Hansen: punten kwartfinale: V van IRL McKeon: punten |
| Joseph Roude        | -80kg (m) | 17e       | 1ste ronde: V van PUR Quitcon: scheidsrechterlijke beslissing                                                  |
| James Galli         | +80kg (m) | 9e        | 1ste ronde: vrij 2de ronde: V van RSA Arthur: scheidsrechterlijke beslissing                                   |

### Gewichtheffen
| Olympiër          | Onderdeel   | Resultaat | Prestatie                                                                            |
| ----------------- | ----------- | --------- | ------------------------------------------------------------------------------------ |
| Marcel Thévenet   | -56kg (m)   | 6e        | duwen: 3de met 90kg trekken: 14de met 80kg stoten: 7de met 110kg totaal: 280kg       |
| Eugène Wattier    | -56kg (m)   | 16e       | duwen: 9de met 80kg trekken: 14de met 80kg stoten: 15de met 100kg totaal: 260kg      |
| Max Heral         | -60kg (m)   | 8e        | duwen: 8ste met 87,5kg trekken: 4de met 95kg stoten: 5de met 120kg totaal: 302,5kg   |
| André Le Guillerm | -60kg (m)   | 10e       | duwen: 13de met 85kg trekken: 6de met 92,5kg stoten: 5de met 120kg totaal: 297,5kg   |
| René Aleman       | -67,5kg (m) | 11e       | duwen: 7de met 95kg trekken: 10de met 97,5kg stoten: 12de met 122,5kg totaal: 315kg  |
| Pierre Bouladou   | -75kg (m)   | 6e        | duwen: 9de met 102,5kg trekken: 5de met 110kg stoten: 4de met 142,5kg totaal: 355kg  |
| Georges Firmin    | -75kg (m)   | 9e        | duwen: 11de met 100kg trekken: 7de met 107,5kg stoten: 6de met 140kg totaal: 347,5kg |
| Jean Debuf        | -82,5kg (m) | 4e        | duwen: 7de met 107,5kg trekken: 6de met 112,5kg stoten: 3de met 150kg totaal: 370kg  |
| Raymond Herbaux   | -82,5kg (m) | 11e       | duwen: 9de met 102,5kg trekken: 11de met 107,5kg stoten: 7de met 140kg totaal: 350kg |

### Hockey
| Olympiër | Onderdeel | Resultaat | Prestatie                                                                                     |
| --- | --------- | --------- | --------------------------------------------------------------------------------------------- |
| Bernard Boone Jacques Butin Guy Chevalier Jean-François Dubessay Claude Hauet Jean Hauet Michel Lacroix Jean Gruner Robert Lucas Diran Manoukian André Meyer Philippe Reynaud Jean Rouget Jacques Thieffry Pierre Vandame | mannen    | 9e        | groep C: 4de G van Denemarken: 2-2 V van Nederland: 0-2 V van Pakistan: 1-3 V van België: 1-2 |

| Groep C |            |             |             |             |             |            |            |            |        |
| #       | Land       | Wedstrijden | Wedstrijden | Wedstrijden | Wedstrijden | Doelpunten | Doelpunten | Doelpunten | Punten |
| #       | Land       | G           | W           | G           | V           | V          | T          | Saldo      | Punten |
| 1       | Pakistan   | 4           | 4           | 0           | 0           | 20         | 3          | +17        | 8      |
| 2       | Nederland  | 4           | 3           | 0           | 1           | 11         | 8          | +3         | 6      |
| 3       | België     | 4           | 2           | 0           | 2           | 6          | 8          | -2         | 4      |
| 4       | Frankrijk  | 4           | 0           | 1           | 3           | 4          | 9          | -5         | 1      |
| 5       | Denemarken | 4           | 0           | 1           | 3           | 4          | 17         | -13        | 1      |

| Datum      | Ronde  | Plaats     | Land | Score     | Land |
| ---------- | ------ | ---------- | ---- | --------- | ---- |
| Groepsfase |        |            |      |           |      |
| 31 juli    | Londen | Denemarken | 2-2  | Frankrijk |      |
| 3 augustus | Londen | Nederland  | 2-0  | Frankrijk |      |
| 3 augustus | Londen | Pakistan   | 3-1  | Frankrijk |      |
| 3 augustus | Londen | België     | 2-1  | Frankrijk |      |

### Kanovaren
| Olympiër                        | Onderdeel       | Resultaat | Prestatie                                     |
| ------------------------------- | --------------- | --------- | --------------------------------------------- |
| Robert Boutigny                 | C-1 1000m (m)   | Brons     | 5.55,9                                        |
| Raymond Argentin                | C-1 10.000m (m) | 4e        | 1:06.44,2                                     |
| Georges Dransart Georges Gandil | C-2 1000m (m)   | Brons     | 5.15.2                                        |
| Georges Dransart Georges Gandil | C-2 10.000m (m) | Brons     | 58.00,8                                       |
| Henri Eberhardt                 | K-1 1000m (m)   | Brons     | serie 2: 3de in 4.45,5 finale: 3de in 4.41,4  |
| Henri Eberhardt                 | K-1 10.000m (m) | 5e        | 52.09,0                                       |
| François Donna René Richez      | K-2 1000m (m)   | series    | serie 2: 7de                                  |
| Richard Fleche Maurice Graffen  | K-2 1000m (m)   | 12e       | 50.10,1                                       |
|                                 |                 |           |                                               |
| Catherine Vautrin               | K-1 500m (v)    | 8e        | serie 1: 4de in 1.45,2 finale: 8ste in 2.44,4 |

### Moderne vijfkamp
| Olympiër         | Onderdeel | Resultaat | Prestatie  |
| ---------------- | --------- | --------- | ---------- |
| André Lacroix    | mannen    | 14e       | 97 punten  |
| Christian Palant | mannen    | 28e       | 119 punten |
| Louis Pichon     | mannen    | 16e       | 100 punten |

### Paardensport
| Olympiër                                                        | Onderdeel     | Resultaat | Prestatie          |
| Dressuur                                                        | Dressuur      | Dressuur  | Dressuur           |
| --------------------------------------------------------------- | ------------- | --------- | ------------------ |
| Maurice Buret                                                   | individueel   | 15e       | 349,5 punten       |
| André Jousseaume                                                | individueel   | Zilver    | 480,0 punten       |
| Jean Saint-Fort Paillard                                        | individueel   | 6e        | 439,5 punten       |
| André Jousseaume Jean Saint-Fort Paillard Maurice Buret         | dressuur team | Goud      | 1269 punten        |
| Eventing                                                        |               |           |                    |
| Bernard Chevallier                                              | individueel   | Goud      | 4 punten           |
| René Emanuelli                                                  | individueel   | 33e       | 303,25 strafpunten |
| André Jousseaume                                                | individueel   | DNF       | niet gefinisht     |
| Bernard Chevallier René Emanuelli André Jousseaume              | team          | DNF       | niet gefinisht     |
| Springconcours                                                  |               |           |                    |
| Pierre de Maupeou d'Ableiges                                    | individueel   | DNF       | niet gefinisht     |
| Jean-François d'Orgeix                                          | individueel   | Brons     | 8 strafpunten      |
| Max Fresson                                                     | individueel   | 7e        | 16 strafpunten     |
| Pierre de Maupeou d'Ableiges Jean-François d'Orgeix Max Fresson | team          | DNF       | niet gefinisht     |

### Roeien
| Olympiër | Onderdeel       | Resultaat | Prestatie                                                                           |
| --- | --------------- | --------- | ----------------------------------------------------------------------------------- |
| Jean Sepheriades | skiff (m)       | 6e        | serie 4: 1ste in 7.34,3 halve finale 3: 2de in 8.17,1                               |
| Jacques Maillet Christian Guilbert | dubbel-twee (m) | 6e        | serie 1: 1ste in 6.47,8 halve finale 3: 2de in 8.33,2                               |
| Paul Rothley Paul Heitz | twee-zonder (m) | 11e       | serie 4: 3de in 7.36,2 herkansingen: 3de in 7.42,3                                  |
| Ampelio Sartor Aristide Sartor Roger Crezen                                                                                           | twee-met (m)    | 4e        | serie 3: 1ste in 8.01,7 halve finale 1: 2de in 8.14,9                               |
| Jean-Paul Pieddeloup René Lotti Gaston Maquat Jean-Pierre Souche Marcel Boigegrain                                                    | vier-met (m)    | 4e        | serie 8: 1ste in 6.57,7 kwartfinale 5: 1ste in 7.28,7 halve finale 1: 2de in 7.28,9 |
| Pierre Fauveau Pierre Sauvestre Alphonse Bouton Erik Aschehoug Jean Bocahut René Boucher Pierre Clergerie Roger Lebranchu Robert Léon | acht (m)        | DNF       | serie 4: 3de in 6.18,1 herkansingen: niet gestart                                   |

### Schermen
| Olympiër                                                                                               | Onderdeel       | Resultaat | Prestatie |
| --- | --------------- | --------- | --- |
| Marcel Desprets                                                                                        | degen (m)       | 12e       | kwartfinale 4: 2de met 4 overwinningen halve finale 2: 6de met 3 overwinningen                                                                                |
| Henri Guérin                                                                                           | degen (m)       | 4e        | kwartfinale 6: 1ste met 4 overwinningen halve finale 2: 2de met 5 overwinningen finale: 4de met 5 overwinningen                                               |
| Henri Lepage                                                                                           | degen (m)       | 6e        | kwartfinale 5: 3de met 3 overwinningen halve finale 1: 1ste met 4 overwinningen finale: 6de met 4 overwinningen                                               |
| Maurice Huet Michel Pécheux Marcel Desprets Édouard Artigas Henri Guérin Henri Lepage                  | degen team (m)  | Goud      | 1ste ronde groep 4: 1ste kwartfinale 2: 1ste met 3 overwinningen halve finale 1: 2de met 2 overwinningen finale: 1ste met 3 overwinningen                     |
| René Bougnol                                                                                           | floret (m)      | 5e        | 1ste ronde groep 6: 2de met 6 overwinningen kwartfinale 1: 2de met 5 overwinningen halve finale 2: 1ste met 5 overwinningen finale: 5de met 3 overwinningen   |
| Jéhan de Buhan                                                                                         | floret (m)      | Goud      | 1ste ronde groep 5: 1ste met 6 overwinningen kwartfinale 2: 2de met 5 overwinningen halve finale 1: 1ste met 6 overwinningen finale: 1ste met 7 overwinningen |
| Christian d'Oriola                                                                                     | floret (m)      | Zilver    | 1ste ronde groep 4: 1ste met 7 overwinningen kwartfinale 3: 1ste met 6 overwinningen halve finale 1: 2de met 5 overwinningen finale: 2de met 5 overwinningen  |
| Adrian Rommel Christian d'Oriola Andre Bonin Jacques Lataste Jéhan de Buhan René Bougnol               | floret team (m) | Goud      | 1ste ronde groep 1: 1ste kwartfinale 1: 1ste met 1 overwinning halve finale 2: 1ste met 2 overwinningen finale: 1ste met 3 overwinningen                      |
| Maurice Gramain                                                                                        | sabel (m)       | 32e       | 1ste ronde groep 7: 2de met 3 overwinningen kwartfinale 4: 8ste met 2 overwinningen                                                                           |
| Jacques Lefèvre                                                                                        | sabel (m)       | 4e        | 1ste ronde groep 2: 1ste met 4 overwinningen kwartfinale 2: 2de met 5 overwinningen halve finale 2: 1ste met 6 overwinningen finale: 4de met 4 overwinningen  |
| Jean Levavasseur                                                                                       | sabel (m)       | 9e        | 1ste ronde groep 3: 2de met 4 overwinningen kwartfinale 1: 1ste met 6 overwinningen halve finale 1: 5de met 3 overwinningen                                   |
| Jean-François Tournon Jacques Parent Maurice Gramain Jacques Lefèvre Jean Levavasseur Georges Lévêcque | sabel team (m)  | 5e        | 1ste ronde groep 2: 2de met 1 overwinning kwartfinale 4: 1ste met 1 overwinning halve finale 2: 3de met 0 overwinningen                                       |
| |                 |           | |
| Renée Garilhe                                                                                          | floret (v)      | 14e       | 1ste ronde groep 2: 2de met 5 overwinningen kwartfinale 2: 4de met 3 overwinningen                                                                            |
| Françoise Gouny                                                                                        | floret (v)      | 18e       | 1ste ronde groep 4: 2de met 3 overwinningen kwartfinale 3: 5de met 1 overwinning                                                                              |
| Lylian Malherbaud-Lecomte-Guyonneau                                                                    | floret (v)      | 17e       | 1ste ronde groep 5: 2de met 3 overwinningen kwartfinale 1: 5de met 2 overwinningen                                                                            |

### Schietsport
| Olympiër                | Onderdeel                       | Resultaat | Prestatie                         |
| ----------------------- | ------------------------------- | --------- | --------------------------------- |
| M. Bouchez              | 50m geweer liggend (m)          | 27e       | 589 punten: (97-96-100-100-98-98) |
| R. Gauthier-Lafond      | 50m geweer liggend (m)          | 20e       | 592 punten: (99-99-98-99-98-99)   |
| Lucien Genot            | 50m geweer liggend (m)          | 24e       | 591 punten: (99-99-97-98-99-99)   |
| Jean Fournier           | 300m vrij geweer 3 posities (m) | 23e       | 1001 punten: (347-346-308)        |
| S. Lesceux              | 300m vrij geweer 3 posities (m) | 27e       | 952 punten: (349-331-272)         |
| Édouard Rouland         | 300m vrij geweer 3 posities (m) | 24e       | 991 punten: (348-320-323)         |
| Marcel Bonin            | 50m pistool (m)                 | 29e       | 511 punten: (84-86-87-86-84-84)   |
| Jacques Mazoyer         | 50m pistool (m)                 | 24e       | 516 punten: (86-88-86-84-84-88)   |
| R. Stéphan              | 50m pistool (m)                 | 48e       | 477 punten: (72-70-85-79-87-84)   |
| R. Bouillet             | 25m snelvuurpistool (m)         | 32e       | 534 punten: (260-274)             |
| Charles des Jammonières | 25m snelvuurpistool (m)         | 10e       | 555 punten: (280-275)             |
| D. Hesse                | 25m snelvuurpistool (m)         | 33e       | 533 punten: (260-273)             |

### Schoonspringen
| Olympiër             | Onderdeel     | Resultaat | Prestatie     |
| -------------------- | ------------- | --------- | ------------- |
| Guy Hernandez        | 3m plank (m)  | 20e       | 102,89 punten |
| Roger Heinkelé       | 3m plank (m)  | 14e       | 110,78 punten |
| Raymond Mulinghausen | 3m plank (m)  | 5e        | 126,55 punten |
| Guy Hernandez        | 10m toren (m) | 20e       | 87,46 punten  |
| Raymond Mulinghausen | 10m toren (m) | 7e        | 103,01 punten |
|                      |               |           |               |
| Jeannette Aubert     | 3m plank (v)  | 10e       | 86,96 punten  |
| Madeleine Moreau     | 3m plank (v)  | 7e        | 89,43 punten  |
| Nicole Péllissard    | 3m plank (v)  | 4e        | 100,38 punten |
| Nicole Péllissard    | 10m toren (v) | 6e        | 61,07 punten  |

### Turnen
| Olympiër | Onderdeel                | Resultaat | Prestatie      |
| --- | ------------------------ | --------- | -------------- |
| Alphonse Anger | vloer (m)                | 41e       | 36,00 punten   |
| Marcel de Wolf | vloer (m)                | 41e       | 36,00 punten   |
| Raymond Dot | vloer (m)                | 4e        | 37,80 punten   |
| Lucien Masset | vloer (m)                | 20e       | 36,90 punten   |
| Michel Mathiot | vloer (m)                | 10e       | 37,20 punten   |
| Antoine Schildwein | vloer (m)                | 24e       | 36,70 punten   |
| Auguste Sirot | vloer (m)                | 53e       | 35,40 punten   |
| André Weingand | vloer (m)                | 29e       | 36,50 punten   |
| Alphonse Anger | sprong (m)               | 75e       | 34,40 punten   |
| Marcel de Wolf | sprong (m)               | 68e       | 35,30 punten   |
| Raymond Dot | sprong (m)               | 26e       | 37,40 punten   |
| Lucien Masset | sprong (m)               | 40e       | 36,80 punten   |
| Michel Mathiot | sprong (m)               | 60e       | 35,80 punten   |
| Antoine Schildwein | sprong (m)               | 50e       | 36,40 punten   |
| Auguste Sirot | sprong (m)               | 70e       | 35,20 punten   |
| André Weingand | sprong (m)               | 67e       | 35,40 punten   |
| Alphonse Anger | rekstok (m)              | 31e       | 36,80 punten   |
| Marcel de Wolf | rekstok (m)              | 44e       | 35,70 punten   |
| Raymond Dot | rekstok (m)              | 18e       | 38,00 punten   |
| Lucien Masset | rekstok (m)              | 61e       | 34,35 punten   |
| Michel Mathiot | rekstok (m)              | 14e       | 38,20 punten   |
| Antoine Schildwein | rekstok (m)              | 49e       | 35,40 punten   |
| Auguste Sirot | rekstok (m)              | 48e       | 35,60 punten   |
| André Weingand | rekstok (m)              | 29e       | 37,00 punten   |
| Alphonse Anger | brug (m)                 | 20e       | 37,60 punten   |
| Marcel de Wolf | brug (m)                 | 53e       | 34,80 punten   |
| Raymond Dot | brug (m)                 | 4e        | 38,80 punten   |
| Lucien Masset | brug (m)                 | 11e       | 38,50 punten   |
| Michel Mathiot | brug (m)                 | 19e       | 37,80 punten   |
| Antoine Schildwein | brug (m)                 | 42e       | 36,00 punten   |
| Auguste Sirot | brug (m)                 | 17e       | 37,90 punten   |
| André Weingand | brug (m)                 | 20e       | 37,60 punten   |
| Alphonse Anger | ringen (m)               | 29e       | 36,70 punten   |
| Marcel de Wolf | ringen (m)               | 32e       | 36,40 punten   |
| Raymond Dot | ringen (m)               | 32e       | 36,40 punten   |
| Lucien Masset | ringen (m)               | 38e       | 36,20 punten   |
| Michel Mathiot | ringen (m)               | 47e       | 35,40 punten   |
| Antoine Schildwein | ringen (m)               | 23e       | 37,20 punten   |
| Auguste Sirot | ringen (m)               | 66e       | 33,70 punten   |
| André Weingand | ringen (m)               | 14e       | 37,60 punten   |
| Alphonse Anger | paard met bogen (m)      | 48e       | 34,90 punten   |
| Marcel de Wolf | paard met bogen (m)      | 36e       | 214,40 punten  |
| Raymond Dot | paard met bogen (m)      | 69e       | 32,40 punten   |
| Lucien Masset | paard met bogen (m)      | 14e       | 37,20 punten   |
| Michel Mathiot | paard met bogen (m)      | 36e       | 36,00 punten   |
| Antoine Schildwein | paard met bogen (m)      | 50e       | 34,80 punten   |
| Auguste Sirot | paard met bogen (m)      | 30e       | 36,30 punten   |
| André Weingand | paard met bogen (m)      | 40e       | 35,70 punten   |
| Alphonse Anger | individuele meerkamp (m) | 35e       | 216,40 punten  |
| Marcel de Wolf | individuele meerkamp (m) | 36e       | 214,40 punten  |
| Raymond Dot | individuele meerkamp (m) | 20e       | 220,80 punten  |
| Lucien Masset | individuele meerkamp (m) | 24e       | 219,95 punten  |
| Michel Mathiot | individuele meerkamp (m) | 22e       | 220,40 punten  |
| Antoine Schildwein | individuele meerkamp (m) | 34e       | 216,50 punten  |
| Auguste Sirot | individuele meerkamp (m) | 40e       | 214,10 punten  |
| André Weingand | individuele meerkamp (m) | 25e       | 219,80 punten  |
| Alphonse Anger Marcel de Wolf Raymond Dot Lucien Masset Michel Mathiot Antoine Schildwein Auguste Sirot André Weingand | meerkamp team (m)        | 4e        | 1313,85 punten |
| |                          |           |                |
| G. Guibert Colette Hué Christine Palau Iréne Pittelioen Jeanine Touchard F. Vailee Jeanette Vogelbacher Martine Yvinou | meerkamp team (v)        | 10e       | 384,65 punten  |

### Voetbal
| Olympiër | Onderdeel | Resultaat | Prestatie                                                                             |
| --- | --------- | --------- | ------------------------------------------------------------------------------------- |
| Bernard Bienvenu Marcel Colau René Courbin René Hebinger Joseph Heckel Raymond Krug Jean Palluch René Persillon Gabriel Robert Charles Rouelle Gaston Rouxel André Strappe R. Bottini Gustave Ducousso Lazare Gianessi Hacène Hamoutène Jean Lanfranchi Marcel Lanfranchi François Mercurio Guy Rabstejnek Lucien Schaeffer | mannen    | 5e        | voorronde: vrij 1ste ronde: W van India: 2-1 kwartfinale: V van Groot-Brittannië: 0-1 |

### Waterpolo
| Olympiër | Onderdeel | Resultaat | Prestatie |
| --- | --------- | --------- | --- |
| Jacques Bermyn Jacques Berthe François Debonnet Roger Dewasch Marco Diener Robert Himgi Robert le Bras Maurice Lefèbvre Raymond Massol Marcel Spilliaert Jacques Viaene | mannen    | 6e        | groep F: 1ste W van Argentinië: 4-1 W van Griekenland: 7-1 2de ronde groep J: 1ste G van Egypte: 3-3 halve finale: 3de V van Italië: 2-5 V van Hongarije: 4-5 |

| 1ste ronde Groep F |             |             |             |             |             |            |            |            |        |
| #                  | Land        | Wedstrijden | Wedstrijden | Wedstrijden | Wedstrijden | Doelpunten | Doelpunten | Doelpunten | Punten |
| #                  | Land        | G           | W           | G           | V           | V          | T          | Saldo      | Punten |
| 1                  | Frankrijk   | 2           | 2           | 0           | 0           | 11         | 2          | +9         | 4      |
| 2                  | Argentinië  | 2           | 1           | 0           | 1           | 7          | 6          | +1         | 2      |
| 3                  | Griekenland | 2           | 0           | 0           | 2           | 3          | 13         | -10        | 0      |

| Ronde      | Plaats    | Land | Score       | Land |
| ---------- | --------- | ---- | ----------- | ---- |
| Groepsfase |           |      |             |      |
| Londen     | Frankrijk | 4-1  | Argentinië  |      |
| Londen     | Frankrijk | 7-1  | Griekenland |      |

| 2de ronde Groep J |            |             |             |             |             |            |            |            |        |
| #                 | Land       | Wedstrijden | Wedstrijden | Wedstrijden | Wedstrijden | Doelpunten | Doelpunten | Doelpunten | Punten |
| #                 | Land       | G           | W           | G           | V           | V          | T          | Saldo      | Punten |
| 1                 | Frankrijk  | 2           | 1           | 1           | 0           | 7          | 4          | +3         | 3      |
| 2                 | Egypte     | 2           | 0           | 2           | 0           | 7          | 7          | 0          | 2      |
| 3                 | Argentinië | 2           | 0           | 1           | 1           | 5          | 8          | -3         | 1      |

| Ronde      | Plaats    | Land | Score  | Land |
| ---------- | --------- | ---- | ------ | ---- |
| Groepsfase |           |      |        |      |
| Londen     | Frankrijk | 3-3  | Egypte |      |

| Groep K |           |             |             |             |             |            |            |            |        |
| #       | Land      | Wedstrijden | Wedstrijden | Wedstrijden | Wedstrijden | Doelpunten | Doelpunten | Doelpunten | Punten |
| #       | Land      | G           | W           | G           | V           | V          | T          | Saldo      | Punten |
| 1       | Italië    | 3           | 3           | 0           | 0           | 13         | 8          | +5         | 5      |
| 2       | Hongarije | 3           | 2           | 0           | 1           | 8          | 5          | +3         | 4      |
| 3       | Frankrijk | 3           | 0           | 1           | 2           | 8          | 7          | +1         | 3      |
| 3       | Egypte    | 3           | 0           | 1           | 2           | 4          | 13         | -9         | 0      |

| Ronde        | Plaats    | Land | Score     | Land |
| ------------ | --------- | ---- | --------- | ---- |
| Halve finale |           |      |           |      |
| Londen       | Frankrijk | 2-5  | Italië    |      |
| Londen       | Frankrijk | 4-5  | Hongarije |      |

### Wielersport
| Olympiër                                                 | Onderdeel                | Resultaat | Prestatie |
| Baan                                                     | Baan                     | Baan      | Baan |
| -------------------------------------------------------- | ------------------------ | --------- | --- |
| Jacques Bellenger                                        | sprint (m)               | 9e        | serie 8: W van CUB Lewis: 2.09,1 2de ronde: V van CHI Masanes |
| Jacques Dupont                                           | tijdrit (m)              | Goud      | 1.13,5 |
| René Faye Gaston Dron                                    | tandem (m)               | Brons     | serie 4: W van USA Thomson/Stiller: 4.34,8 kwartfinale: W van DEN Andresen/Klamer: 5.26,3 halve finale: V van GBR Harris/Bannister bronzen finale: W van SUI Roth/Aeberli: 2-0 |
| Fernand Decanali Pierre Adam Serge Blusson Charles Coste | ploegenachtervolging (m) | Goud      | serie 2: W van Oostenrijk: 5.03,6 kwartfinale: W van Zwitserland: 5.00,5 halve finale: W van Groot-Brittannië: 4.57,8 finale: W van Italië: 4.57,8                             |
| Weg                                                      |                          |           | |
| José Beyaert                                             | wegwedstrijd (m)         | Goud      | 5:18.12,6 |
| Jacques Dupont                                           | wegwedstrijd (m)         | 17e       | 5:28.21,8 |
| Alain Moineau                                            | wegwedstrijd (m)         | 11e       | 5:21.45,0 |
| José Beyaert                                             | wegwedstrijd (m)         | DNF       | niet gefinisht |
| José Beyaert Jacques Dupont Alain Moineau José Beyaert   | wegwedstrijd team (m)    | Brons     | 16:08.19,4 |

### Worstelen
| Olympiër              | Onderdeel   | Resultaat   | Prestatie |
| Vrije stijl           | Vrije stijl | Vrije stijl | Vrije stijl |
| --------------------- | ----------- | ----------- | --- |
| Roland Baudric        | -52kg (m)   | 5e          | 1ste ronde: W van BEL Lamot: 2-1 2de ronde: V van TUR Balamir: 0-3 3de ronde: W van GBR Parker: opgave 4de ronde: V van SWE Johansson               |
| Charles Kouyos        | -57kg (m)   | Brons       | 1ste ronde: W van EGY Shehata: 3-0 2de ronde: W van PHI Vicera 3de ronde: W van FIN Johansson 4de ronde: V van USA Leeman 5de ronde: V van TUR Akar |
| Robert Jouaville      | -62kg (m)   | 11e         | 1ste ronde: V van BEL Raeymaeckers 2de ronde: W van CAN Crete: 3-0 3de ronde: V van TUR Bilge                                                       |
| Jean-Baptiste Leclerc | -73kg (m)   | 4e          | 1ste ronde: W van EGY Moustafa: 3-0 2de ronde: W van BEL Culot: 3-0 3de ronde: W van IRI Zandi: 3-0 4de ronde: V van AUS Garrard                    |
| André Brunaud         | -79kg (m)   | 6e          | 1ste ronde: V van FIN Sepponen: 0-3 2de ronde: W van GBR Bowey: 3-0 3de ronde: W van SUI Dätwyler: opgave 4de ronde: V van SWE Linden: 0-3          |
| Robert Landesmann     | -87kg (m)   | 14e         | 1ste ronde: V van CAN Payette 2de ronde: V van SUI Stöckli                                                                                          |
| Grieks-Romeins        |             |             | |
| Edmond Faure          | -52kg (m)   | 9e          | 1ste ronde: W van LIB Sidani: 2-1 2de ronde: V van HUN Szilagyi: 0-3 3de ronde: V van FIN Kangasmäki                                                |
| Jésus Arenzana        | -57kg (m)   | 12e         | 1ste ronde: V van TUR Kaya 2de ronde: V van FIN Lempinen                                                                                            |
| Antoine Merle         | -62kg (m)   | 10e         | 1ste ronde: W van GBR Mortimer 2de ronde: V van LIB Taha 3de ronde: V van NOR Solsvik: 0-3                                                          |
| Albert Falaux         | -67kg (m)   | 12e         | 1ste ronde: V van TUR Senol: 1-2 2de ronde: V van SWE Freij                                                                                         |
| René Chesneau         | -73kg (m)   | 4e          | 1ste ronde: W van LUX Felgen 2de ronde: W van ARG Longarella: 3-0 3de ronde: V van HUN Szilvasi 4de ronde: V van SWE Andersson: 0-3                 |

### Zeilen
| Olympiër                                                                     | Onderdeel         | Resultaat | Prestatie                         |
| ---------------------------------------------------------------------------- | ----------------- | --------- | --------------------------------- |
| Jean-Jacques Herbulot                                                        | Eenmans Firefly   | 7e        | 4068 punten: (1-7-11-DSQ-12-2-16) |
| Yves Lorion A. Chatord J. Laverne Jean Peytel                                | star klasse       | 11e       | 2515 punten: (12-8-8-DSQ-6-3-DNF) |
| Jacques Lebrun Henri Perrissol Jean Peytel                                   | stormvogel klasse | 9e        | 2729 punten: (6-5-11-10-3-9-7)    |
| Marcel de Kerviler Jean Frain de la Gaulayrie G. Bertin Philippe Chancerel   | drakenklasse      | 10e       | 1843 punten: (10-11-10-9-3-8-8)   |
| Albert Cadot Jean Castel Claude Desouches Robert Lacarriere François Laverne | 6m R-klasse       | 11e       | 1280 punten: (11-9-6-10-11-9-7)   |

### Zwemmen
| Olympiër                                                                                | Onderdeel             | Resultaat | Prestatie                                                                   |
| --------------------------------------------------------------------------------------- | --------------------- | --------- | --------------------------------------------------------------------------- |
| Alex Jany                                                                               | 100m vrije slag (m)   | 5e        | series: 1ste in 58,1 halve finale: 4de in 57,9 finale: 5de in 58,3          |
| Fernand Martinaux                                                                       | 100m vrije slag (m)   | 36e       | series: 36ste in 1.04,2                                                     |
| Henri Padou jr.                                                                         | 100m vrije slag (m)   | 21e       | series: 21ste in 1.01,5                                                     |
| Jo Bernardo                                                                             | 400m vrije slag (m)   | 19e       | series: 19de in 5.03,8                                                      |
| René Cornu                                                                              | 400m vrije slag (m)   | 21e       | series: 21ste in 5.05,2                                                     |
| Alex Jany                                                                               | 400m vrije slag (m)   | 6e        | series: 5de in 4.53,3 halve finale: 6de in 4.51,3 finale: 6de in 4.51,4     |
| Jo Bernardo                                                                             | 1500m vrije slag (m)  | 9e        | series: 14de in 20.34,8 halve finale: 9de in 20.25,5                        |
| René Cornu                                                                              | 1500m vrije slag (m)  | 15e       | series: 15de in 21.01,6                                                     |
| René Pirolley                                                                           | 100m rugslag (m)      | 16e       | serie 5: 2de in 1.11,4 halve finale 2: 8ste in 1.12,9                       |
| Georges Vallerey, Jr.                                                                   | 100m rugslag (m)      | Brons     | serie 6: 1ste in 1.07,4 halve finale 1: 2de in 1.08,3 finale: 3de in 1.07,8 |
| Lucien Zins                                                                             | 100m rugslag (m)      | 14e       | serie 3: 4de in 1.10,9 halve finale 2: 6de in 1.11,5                        |
| Maurice Lusien                                                                          | 200m schoolslag (m)   | 12e       | series: 11de in 2.49,5 halve finale: 12de in 2.51,4                         |
| Artem Nakache                                                                           | 200m schoolslag (m)   | 16e       | series: 12de in 2.50,4 halve finale: 16de in 2.59,1                         |
| Joseph Bernardo René Cornu Henri Padou jr. Alexandre Jany                               | 4x200m vrije slag (m) | Brons     | serie 2: 1ste in 9.08,8 finale: 3de in 9.08,0                               |
|                                                                                         |                       |           |                                                                             |
| Josette Arène                                                                           | 100m vrije slag (v)   | 17e       | series: 17de in 1.09,7                                                      |
| Ginette Jany-Sendral                                                                    | 100m vrije slag (v)   | 23e       | series: 23ste in 1.12,1                                                     |
| Gisèle Vallerey                                                                         | 100m vrije slag (v)   | 29e       | series: 29ste in 1.14,0                                                     |
| Colette Thomas                                                                          | 400m vrije slag (v)   | 9e        | series: 9de in 5.32,9 halve finale: 9de in 5.35,3                           |
| Monique Berlioux                                                                        | 100m rugslag (v)      | 13e       | series: 10de in 1.18,8 finale: 13de in 1.20,2                               |
| Ginette Jany-Sendral                                                                    | 100m rugslag (v)      | 20e       | series: 20ste in 1.22,7                                                     |
| Jacqueline Bertrand                                                                     | 200m schoolslag (v)   | 11e       | serie 2: 4de in 3.10,7 halve finale 1: 5de in 3.13,1                        |
| Josette Arène Gisèle Vallerey Colette Thomas Ginette Jany-Sendral Marie Foucher-Creteau | 4x100m vrije slag (v) | Brons     | serie 1: 4de in 4.50,0 finale: 7de in 4.49,8                                |

Afghanistan · Argentinië · Australië · België · Bermuda · Birma · Brazilië · Brits-Guiana · Canada · Ceylon · Chili · Colombia · Cuba · Denemarken · Egypte · Filipijnen · Finland · Frankrijk · Griekenland · Groot-Brittannië · Hongarije · Ierland · IJsland · India · Irak · Iran · Italië · Jamaica · Joegoslavië · Libanon · Liechtenstein · Luxemburg · Malta · Mexico · Monaco · Nederland · Nieuw-Zeeland · Noorwegen · Oostenrijk · Pakistan · Panama · Peru · Polen · Portugal · Puerto Rico · Republiek China · Singapore · Spanje · Syrië · Trinidad en Tobago · Tsjecho-Slowakije · Turkije · Uruguay · Venezuela · Verenigde Staten · Zuid-Afrika · Zuid-Korea · Zweden · Zwitserland